# Победа (муниципальное образование город Новороссийск)
Победа — хутор Раевского сельского округа муниципального образования город Новороссийск Краснодарского края России.

## География
Расположен в 26 км к северо-западу от центра Новороссийска, в 1 км к юго-западу от станицы Натухаевская, в 4 км к северу от станицы Раевская. 
В Победе есть всего три улицы: 50 лет Октября, Победы и Шаумяна.
Рядом с хутором расположены Натухаевское озеро и гольф-клуб «Раевский». 

## Население
| 2002 | 2005 | 2010 |
| ---- | ---- | ---- |
| 254  | ↗300 | ↘256 |

Население хутора в основном армянское, сложилось от потомков армян, спасшихся после геноцида армян 1915 года. На данное время население хутора занято в сферах строительства и торговли.